# Достопримечательности Самарканда
История Самарканда насчитывает более двух с половиной тысяч лет. Большинство исторических построек относится к XV—XVII векам, когда Самарканд становится столицей державы Тамерлана и последующих государств. Самарканд внесен в список Всемирного наследия ЮНЕСКО.
| Ансамбли              | Ансамбли           | Ансамбли                                           | Ансамбли                          | Ансамбли                           | Ансамбли |
| Фото                  | Фото               | Название                                           | Тип                               | Дата постройки                     | Описание |
| --------------------- | ------------------ | -------------------------------------------------- | --------------------------------- | ---------------------------------- | --- |
|                       |                    | Ансамбль Регистан                                  | Ансамбль, площадь                 | 1415-1660                          | Исторический ансамбль зданий и площадь в центре Самарканда. |
|                       |                    | Ансамбль Шахи Зинда                                | Ансамбль мавзолеев                | XIV—XV век                         | Ансамбль мавзолеев Самаркандской знати и комплекс исторических построек. Дошедший до нас комплекс состоит из одиннадцати мавзолеев, последовательно пристраивавшиеся друг к другу в течение XIV—XV веков. |
|                       |                    | Ансамбль Абди Бирун                                | Мемориальное здание               | 1630-е годы                        | Мемориальное здание культового назначения. Построен в 1630-х годах визирем и дядей правителя Бухарского ханства Имамкули-хана Надиром диван-беги на мазаре XII века. Считается одним из крупнейших средневековых мемориалов (хазира) на территории Средней Азии. |
|                       |                    | Ансамбль Абди Дарун                                | Ансамбль мавзолеев                | XV или XIX век                     | Мемориальное здание у могилы известного исламского правоведа IX века Абд-ал Мазеддина. |
|                       |                    | Ансамбль Ходжа-Ахрар                               | Ансамбль мавзолеев                | XIX и XX века                      | Находится на окраине древнего кладбища Джакердиза в южной пригородной зоне города Самарканда. |
| Мавзолеи              |                    |                                                    |                                   |                                    | |
| Фото                  | Фото               | Название                                           | Тип                               | Дата постройки                     | Описание |
|                       |                    | Усыпальница Тимуридов                              | Мавзолей                          | 1404 год                           | Мавзолей завоевателя Амира Тимура (также известного как Тамерлан). |
|                       |                    | Мавзолей Биби Ханум                                | Мавзолей                          | 1404 год                           | Мавзолей завоевателя Амира Тимура где захоронена жена Тимура Биби-Хонум. |
|                       |                    | Мавзолей Ходжа Дониёр                              | Мавзолей                          | 1900 год                           | Считается местом погребения останков библейского и коранического пророка Даниила (Дониёр, Даниэль). |
|                       |                    | Мавзолей Абу Мансур Матридий                       | Мавзолей                          | 1300 годы                          | Место погребения Абу Мансура аль-Матируди. |
|                       |                    | Мавзолей Рухабад                                   | Мавзолей                          | 1380 год                           | Место погребения исламского проповедника, богослова и учёного-мистика шейха Бурханеддина Клыч Сагарджи и других богословов. |
|                       |                    | Мавзолей Аксарай                                   | Мавзолей                          | XV век                             | Усыпальница других представителей Тимуридов. |
|                       |                    | Мавзолей Имама Аль-Бухари                          | Мемориальный комплекс, мавзолей   | XVI век                            | Мавзолей известного мусульманского деятеля Имама аль-Бухари. |
|                       |                    | Мавзолей Ишратхона                                 | Историческое здание, мавзолей     | 1451—1469 годы                     | Архитектурный памятник в Самарканде, построенный во времена правления тимурида Абу-Сеида. Здание, по-видимому, было местом погребения представительниц династии тимуридов, так как при раскопках 1940 года были обнаружены несколько женских погребений. |
| Медресе               |                    |                                                    |                                   |                                    | |
| Фото                  | Фото               | Название                                           | Тип                               | Дата постройки                     | Описание |
|                       |                    | Медресе Улугбека                                   | Медресе                           | 1415—1420                          | мусульманское духовно-просветительское, образовательное и культовое сооружение XV века. |
|                       |                    | Медресе Тилля-Кари                                 | Медресе                           | 1646—1660                          | мусульманское духовно-просветительское, образовательное и культовое сооружение XVII века. |
|                       |                    | Медресе Шердор                                     | Медресе                           | 1619—1636                          | мусульманское духовно-просветительское, образовательное и культовое сооружение XVII века. |
|                       |                    | Медрессе Ходжа Ахрар                               | Медресе                           | XV век — XX век                    | мусульманское духовно-просветительское, образовательное и культовое сооружение XVII века. |
|                       |                    | Медресе Дусматбая                                  | Медресе                           | XIX век                            | Находится в историческом центре города, к югу и напротив (на расстоянии около 100 метров) от площади и ансамбля Регистан. |
| Мечети                |                    |                                                    |                                   |                                    | |
| Фото                  | Фото               | Название                                           | Тип                               | Дата постройки                     | Описание |
|                       |                    | Соборная мечеть Биби Ханум                         | Соборная мечеть                   | 1404 год                           | Мечеть была воздвигнута по приказу Тамерлана после его победоносного похода в Индию. Строительство было начато в мае 1399 года. Месторасположение будущей мечети выбирал сам Тимур. В строительстве были задействованы мастера из различных стран: Индии, Ирана, Хорезма. К сентябрю 1404 года основная часть комплекса была уже построена. Во дворе мечети могут одновременно молиться 15 тысяч человек. |
|                       |                    | Мечеть Хазрет-Хызр                                 | Мечеть                            | 712 год (восстановлен в 1919 году) | Мусульманское культовое сооружение в Самарканде на южной оконечности Афрасиаба. Название мечети связано с именем пророка (наби) Хызра — покровителя путешественников, легендарного обладателя «живой воды». |
| -                     |                    | Мечеть Ходжа Зиемурод                              | Мечеть                            | IX — начала X веков                | одно их древних культовых сооружений Самарканда. Нынешнее здание построено на фундаменте конца IX — начала X веков. В фундаменте мечети в ходе реставрации были обнаружены кирпичи времён правления султана Сельджукской империи Ахмада Санджара (1086—1157). |
| -                     |                    | Мечеть Ходжа Нисбатдор                             | Мечеть                            | конец XIX века                     | Мечеть конца XIX века в Самарканде, расположена в центре города к югу от площади Регистан. Названа в честь богослова Ходжи Нисбатдора, жившего до XV века. Мечеть построена из жжённого кирпича, обнесена айваном и имеет минарет. |
|                       |                    | Мечеть Намазгох                                    | Мечеть                            | XVII век                           | Загородная мечеть в Самарканде. |
| -                     |                    | Мечеть Кук                                         | Мечеть                            | -                                  | - |
| -                     |                    | Мечеть Кош-Хауз                                    | Мечеть                            | -                                  | - |
| -                     |                    | Мечеть Ходжа Ахрор                                 | Мечеть                            | -                                  | - |
| Обсерватория Улугбека |                    |                                                    |                                   |                                    | |
| Фото                  | Фото               | Название                                           | Тип                               | Дата постройки                     | Описание |
|                       |                    | Обсерватория Улугбека                              | Средневековая обсерватория, музей | 1424—1428 годы                     | Одна из наиболее значительных обсерваторий средневековья, построенная Улугбеком на холме Кухак в окрестностях Самарканда |
| Торговый купол Чорсу  |                    |                                                    |                                   |                                    | |
| Фото                  | Фото               | Название                                           | Тип                               | Дата постройки                     | Описание |
|                       |                    | Торговый купол Чорсу                               | Историческое здание, галерея      | XV век                             | Здание, расположенное рядом с Медресе Шердор в Регистане. |
| Церкви                |                    |                                                    |                                   |                                    | |
| Фото церкви           | Фото внутри церкви | Название                                           | Конфессия                         | Дата постройки                     | Описание |
|                       |                    | Церковь Пресвятой Богородицы                       | Армянская апостольская церковь    | 1903 год                           | Церковь Армянской апостольской церкви. Церковь была построена в 1903 году, на средства местного армянского населения. |
|                       |                    | Церковь Святого Иоанна Крестителя                  | Римско-католическая церковь       | 1916 год                           | В 1915 году в Самарканд стали пребывать военнопленные поляки, австрийцы и венгры. В этом же году было получено разрешение на строительство католического храма в Самарканде. Церковь по проекту архитектора Е. Нелле была построена в 1916 году. |
| Собор                 |                    |                                                    |                                   |                                    | |
| Фото собора           | Фото внутри собора | Название                                           | Конфессия                         | Дата постройки                     | Описание |
|                       |                    | Собор Святителя Алексия, Митрополита Московского   | Русская православная церковь      | 1910 год                           | Торжественная закладка и освящение первого камня были произведены в 1909 году. Сам же собор был построен к осени 1911 года, по проекту петербургского зодчего Фёдора Вержбицкого, составленным для Самаркандского собора и гарнизонного храма в Термезе и Фергане и других городах. |
| Храмы                 |                    |                                                    |                                   |                                    | |
| Фото храма            | Фото внутри храма  | Название                                           | Конфессия                         | Дата постройки                     | Описание |
|                       |                    | Храм Святого Великомученика Георгия Победоносца    | православный храм                 | 1882 год                           | Носит имя святого великомученика Георгия Победоносца. Один из старинных храмов Самарканда. Архитектор В.А. Лемке. |
|                       |                    | Храм Святого Великомученика Георгия Победоносца    | православный храм                 | 1925 год                           | Носит имя святого великомученика Георгия Победоносца. |
|                       |                    | Храм Святого Александра Невского                   | православный храм                 | 1899 год                           | Носит имя святого великомученика Александра Невского. Один из старинных храмов Самарканда, к сожалению был снесен. |
|                       |                    | Храм Покрова Пресвятой Богородицы                  | православный храм                 | 1900 год                           | Один из старинных храмов Самарканда. |
|                       |                    | Храм Святого Николая Чудотворца                    | православный храм                 | 1900 год                           | Один из старинных храмов Самарканда. |
| Часовни               |                    |                                                    |                                   |                                    | |
| Фото церкви           | Фото внутри церкви | Название                                           | Конфессия                         | Дата постройки                     | Описание |
|                       |                    | Часовня Святого Великомученика Георгия Победоносца | православная часовня              | 1925 год                           | Носит имя святого великомученика Георгия Победоносца. |

## Достопримечательности за пределами города
- Хазрати Довуд (Самарканд)
- Мост Шейбанихана